# Max Martini (Maler)
Max Martini  (* 7. November 1867 in Eisenach; † Juni 1920 in Weimar) war ein deutscher Zeichner, Landschafts- und Genremaler.

## Leben
Martini studierte von 1886 bis 1892 an der „Weimarer Malschule“ bei Max Thedy und Leopold von Kalckreuth. Zahlreiche seiner Motive stammen aus der Gegend um Weimar und Thüringen. Er stellte seine Arbeiten 1892 in Dresden aus. Sein Bild Ansicht der Wartburg befindet sich im Bestand des Stadtmuseums Weimar.

## Werke (Auswahl)
- Weimarer Residenzschloss mit „Bastille“, Stadtmuseum Weimar[5]
- Ansicht der Wartburg, Stadtmuseum Weimar[4]
- Mühlgraben in Wasungen, 1903[6]
- Dorflandschaft im Frühling[6]
- Auf der Parkbank, 1893[6]
- Frühling im Tal (bei Weimar), 1911[6]
- Waldinterieur, 1886[6]
- Blick auf die Veste Coburg[7]
- Stadtkirche Weimar[7]
- Felsenschlucht[7]
- Abendlandschaft in Franken bei Egloffstein[7]
- Sommerliche Flusslandschaft[7]
- Alter graubärtiger Bauer[7]
- Thuisbrunn in der Fränkischen Schweiz[7]
- Kirche in Leuna mit alten Häusern[7]
- Der Raucher, Halbfigurenbildnis[7]
- Porträt des Johann Ambrosius Bach, nach einem Ölgemälde von Johann David Herlicius, 1907, Bachhaus Eisenach